# Henny Iliohan
Hendrik Herman (Henny) Iliohan (Lonneker, 23 juni 1913 – Enschede, 18 maart 2003) was een Nederlands voetbalbestuurder, betrokken bij de Enschedese voetbalploegen Enschedese Boys en FC Twente.
Iliohan was bestuurslid van Enschedese Boys. Als afgevaardigde van deze ploeg was hij in 1965 betrokken bij de fusie met Sportclub Enschede tot FC Twente. Met voorzitter Cor Hilbrink en Henk Olijve vormde hij het eerste dagelijks bestuur, dat in de jaren na de fusie verantwoordelijk was voor de snelle ontwikkeling van de ploeg naar de Nederlandse subtop.
Van december 1976 tot medio 1977 was Iliohan interim-voorzitter van FC Twente, waarna de vacante functie door Ferry Fransen werd ingenomen. Hij overleed in 2003 op 89-jarige leeftijd.